# Новый Посёлок (Краснокамск)
Новый Посёлок — микрорайон в Краснокамске.

## География
Микрорайон Новый Посёлок расположен на северо-востоке центральной части города. Его границами являются улицы Пушкина с запада, Февральская с юга, 10-й пятилетки с востока и пригородный лесной массив с севера.

## История
Поселок известен был уже в 1945 году как поселок для спецпереселенцев (сначала крымских татар, позднее еще и для советских немцев).

## Образование
На территории микрорайона находятся Краснокамский политехнический техникум и средняя школа №2.

## Улицы
Кроме тех улицы, которые являются границами микрорайона, здесь выделяют улицу Коммунистическую (восточнее улицы Пушкина), перпендикулярно расположенные к ней улицы Бумажников, частично улица Карла Маркса, Коммунальная, Энтузиастов, параллельно расположенные к ней улицы Кооперативная и Песчаная, а также переулки Новый, Коммунальный, Еловый и Торфяной. Заканчивается улицей Звёздная.

## Транспортное сообщение
Автобусы городских маршрутов: 4, 6, 7.